# Lenny Hernandez
Lenny Hernandez ist ein US-amerikanischer Schauspieler, Hörfunkmoderator und Podcaster.

## Leben
Hernandez stammt aus Springfield. Dort erlangte er am Missouri State University seinen Bachelor of Arts in Performance. Nach seinem Abschluss zog es ihn weiter nach Los Angeles, wo er hinter der Kamera an einigen Werbespots mitwirkte. Ab 2009 spielte er in ersten Kurzfilmproduktionen mit. 2014 stellte er in vier Episoden der Miniserie Tequila Mockingbird die Rolle des Lenny dar. Im selben Jahr wirkte er außerdem im Film Bachelor Night: Auf nach Vegas! in der Rolle des Mitchell mit. In den nächsten Jahren folgten Nebenrollen unter anderen in den Filmen The Paddy Lincoln Gang, The Worst Year of My Life im Fernsehfilm Hosts  sowie in Aliens, Clowns & Geeks. 2020 war er in vier Episoden der Miniserie Lisa and Lenny’s Cooking Extravaganza in eine der titelgebenden Hauptrollen des Lenny zu sehen.
Er war in der Radiosendung el L.A. with Jake & Lenny auf Dash Radio zu hören. Später wurde die Sendung ab 2019 in einen Podcast geändert.

## Filmografie (Auswahl)
- 2009: Roommate Wanted (Kurzfilm)
- 2009: Roberto and the Robot (Kurzfilm)
- 2012: Honk If You're an LA Douchebag (Kurzfilm)
- 2012: Political Machine (Fernsehserie, Episode 1x06)
- 2012:The Hipster Werewolf (Kurzfilm)
- 2013: The Kill Corporation (Fernsehserie)
- 2014: Tequila Mockingbird (Miniserie, 4 Episoden)
- 2014: Bachelor Night: Auf nach Vegas! (Bachelor Night)
- 2014: The Paddy Lincoln Gang
- 2015: Victorious Lola (Kurzfilm)
- 2015: The Worst Year of My Life
- 2015: Gumshoe (Fernsehserie)
- 2017: Wishfool (Miniserie, Episode 1x03)
- 2017: Hosts (Fernsehfilm)
- 2017: Potstop (Fernsehserie, Episode 1x02)
- 2019: Aliens, Clowns & Geeks
- 2020: Lisa and Lenny’s Cooking Extravaganza (Miniserie, 4 Episoden)
- 2022: Warped! (Fernsehserie, Episode 1x10)
- 2023: Paradiso (Kurzfilm)
- 2024: Adam the First

## Theater (Auswahl)
- Saving Cain, Regie: David Chrzanowski
- Short Plays For All of Your Problems, Regie: Aaron Kozak
- Round Rock, Regie: Aaron Kozak
- Cyrano de Bergerac, Regie: Robert Westenberg
- Twilight: Los Angeles, Regie: Tony Korol-Evans
- Anything Goes, Regie: CJ Maples
- Triumpth of Love, Regie: Stacy Parker Joyce
- The Merchant of Venice, Regie: Bob Bradley